# Ungt Bosnien
Unge Bosnien (mlada bosna) var en revolutionær bevægelse, der kæmpede for et frit selvstændigt Jugoslavien. Bevægelsen dræbte med hjælp fra Sorte Hånd (Crna ruka) Franz Ferdinand, der var den østrigske tronfølger, og hans hustru den 28. juni 1914. Blandt medlemmerne var Gavrilo Princip, Nedjeljko Čabrinović, Vaso Čubrilović, Trifko Grabež, Danilo Ilić, Muhamed Mehmedbašić og Cvjetko Popović.
| Historie | Spire Denne historieartikel er en spire som bør udbygges. Du er velkommen til at hjælpe Wikipedia ved at udvide den. |